# The Gumps
The Gumps ist der bekannteste Comic des amerikanischen Zeichners Sidney Smith. Der Daily strip, in dem zum ersten Mal in der US-Comicgeschichte eine Person starb, erschien von 1917 bis 1959. Darüber hinaus zählt The Gumps zu den ersten Comicstrips, die als Fortsetzungsgeschichte erschienen.

## Handlung
Im Mittelpunkt steht die Mittelklassefamilie Gump mit Vater Andy, der auf jede nur denkbare Weise versucht, reich zu werden. Ihm zur Seite stehen seine Frau Min (Abkürzung für Minerva) und ihr gemeinsamer Sohn Chester. Zur Familie gehören ebenso eine Katze namens Hope, der Hund Buck, der reiche Onkel Bim sowie das Hausmädchen Tilda. Den Nebencharakter Mary Gold ließ Smith im Jahr 1929 sterben. Anfangs waren die Strips so ausgelegt, dass sie täglich mit einem Witz endeten und abgeschlossen waren. Im Lauf der Serie änderte Smith sein Konzept und führte eine fortlaufende Handlung ein. Damit zählt The Gumps zu den ersten Comicstrips, die als Fortsetzung erschienen.

## Veröffentlichung und Zeichner

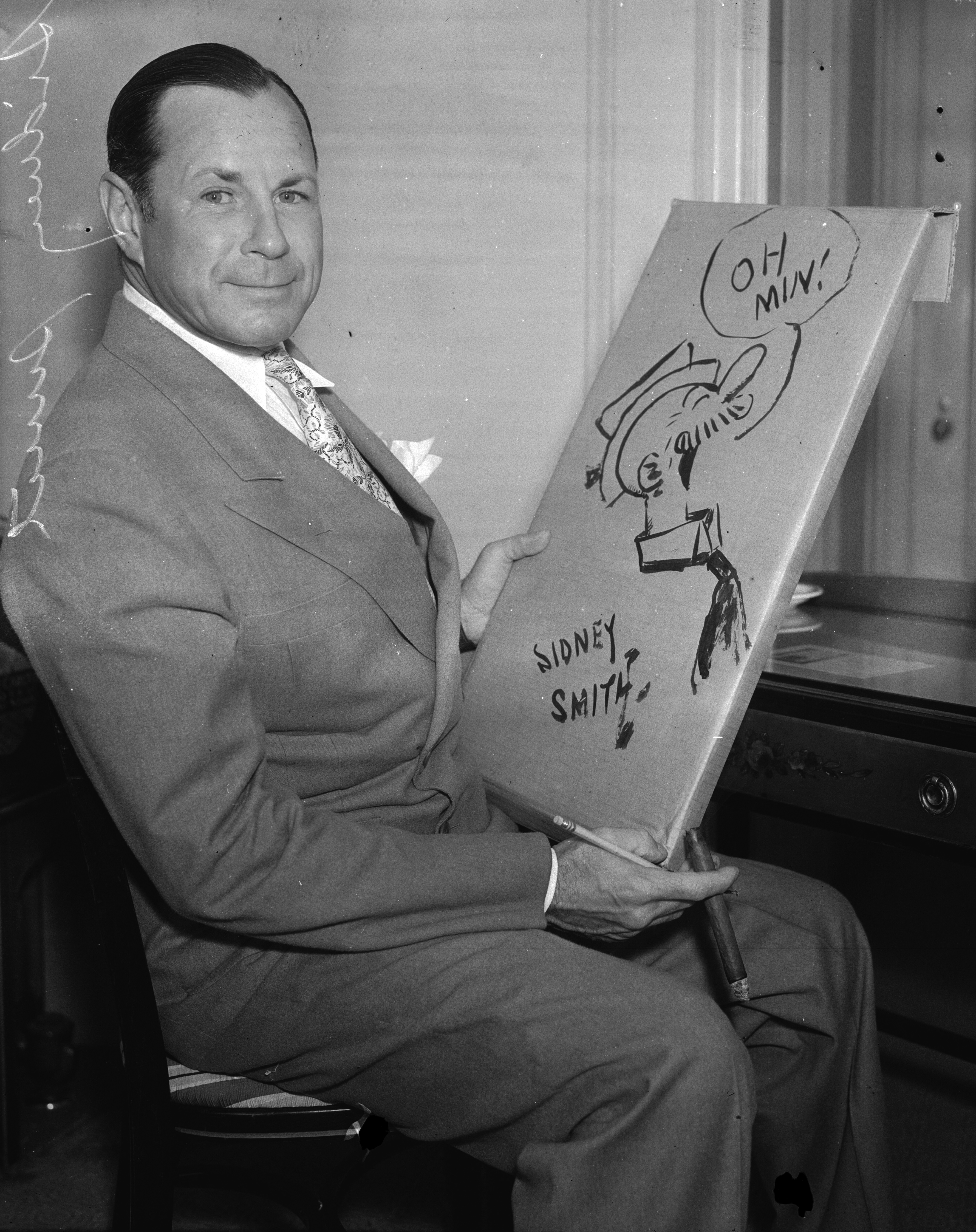
Sidney Smith mit einer Zeichnung von Andy Gump (1932)

Auf Vorschlag seines Verlegers Joseph Medill Patterson beendete der Comiczeichner Sidney Smith seinen in der Chicago Tribune erscheinenden Strip Old Doc Yak als Daily strip im Februar 1917, indem er die Figuren aus dem Haus, das den Handlungsmittelpunkt darstellte, ausziehen ließ. Am 12. Februar 1917 ließ Smith die Mittelstandsfamilie Gump in dasselbe Haus einziehen. Der Strip um die Familie Gump war an derselben Stelle in der Zeitung zu finden wie vorher der Strip Old Doc Yak. Die erste Sonntagsseite von The Gumps erschien am 29. Juni 1919.
Unterstützt bei seinen Arbeiten wurde Smith zeitweise von Stanley J. Link, Harold Gray, der von 1921 bis 1924 das Lettering übernahm, sowie Sol Hess. Als Smith bei einem Verkehrsunfall starb, wurde Gus Edson von Patterson zu dessen Nachfolger bestimmt. Diesem assistierten zeitweilig der spätere Schauspieler Martin Landau und Ray Bailey.
Der letzte Strip von The Gumps erschien am 17. Oktober 1959.
Von The Gumps wurden insbesondere in den 1920er Jahren zahlreiche Zeichentrickfilme gedreht. Darüber hinaus gab es in den 1920er Jahren zahlreiche begleitende Merchandising-Produkte.

## Rezeption
Laut Andreas C. Knigge machte Smith The Gumps „zur ersten wirklichen Seifenoper der Comics und zur erfolgreichsten Serie der zwanziger Jahre“. Harald Havas sieht in The Gumps ebenfalls den erfolgreichsten Comic-Strip der 1920er Jahre.